# لی زی
لی زی
لی زی نام اصلی لیه دزو (Lieh-Tzu)، لی یوکو Lieh Yukou است.
(لیئه ـ تزو Lieh-tzŭ)، (Tzu)، (به انگلیسی: Liezi)
(دزو) به معنی استاد یا فرزانه (sage) است. انسانی با فضیلت اعلا که به او الهام می‌رسد.

## لیه دزو (Lieh-Tzu)
بعضی لیه دزو (Lieh-Tzu) را متعلق به قرن ۴ یا ۵ قبل از میلاد می‌دانند.
کتاب لیه دزو، دومین کتاب مهم در خصوص دائوئیسم هست که در آن آموزه‌های استادان خود یعنی "هو دزو Hu Tzu " و "پو هان Po hun" را به شاگردانش تعلیم می‌دهد. برخی از مهم‌ترین این آموزه‌ها عبارت‌اند:
۱- آشتی با مرگ یا درک مرگ هم‌چون همزاد زندگی.
۲- توجه به شگفتی‌های طبیعت و قدرت تخیل انسان. واسطهٔ میان جهان غیب و عالم شهادت فقط می‌تواند خیال باشد.
۳- تقابل رؤیا و واقعیت و جابجایی آسان آن‌دو.

## آثار مربوطه
The Book of Lieh-tzǔ: A Classic of Tao. New York: Columbia University Press. 1960, revised 1990. ISBN 0-231-07237-6
Liang Xiaopeng, tr. Liezi. Beijing: Zhonghua Book Company. 2005 (Library of Chinese Classics) ISBN 7-101-04273-2/K-1816
دزو، لیه (مجموعه آثار) برگردان مریم کمالی، مسعود شیر بچه، تهران: نشر میترا ۱۳۸۶ شابک ۴-۱۶-۸۴۱۷-۹۶۴